# Élections législatives indiennes de 1991
Les élections législatives indiennes de 1991 ont lieu du 20 mai au 15 juin 1991 pour élire la Xe Lok Sabha.
Ces élections ont lieu de manière anticipée, après que le Congrès a retiré son soutien au gouvernement minoritaire du Premier ministre Chandra Shekhar. Le Congrès, dont le leader Rajiv Gandhi est assassiné pendant la campagne, remporte une majorité des sièges et forme un gouvernement minoritaire sous la direction de P.V. Narasimha Rao.